# David Horvath

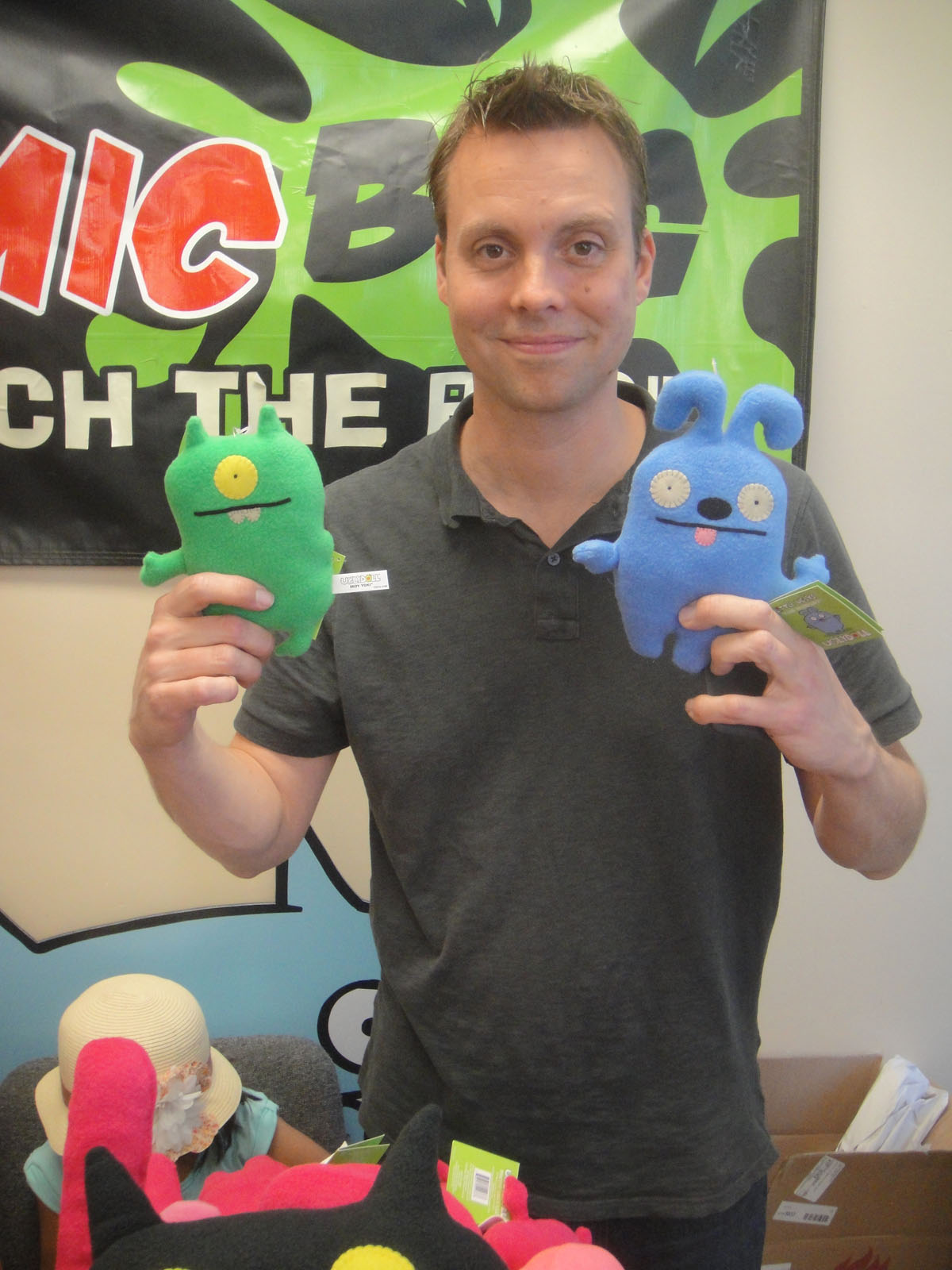
David Horvath mit Uglydolls beim Free Comic Book Day 2012

David Horvath (* 28. Mai 1971 in Summit (New York)) ist ein US-amerikanischer Künstler.
Horvath ist einer der bedeutendsten Charakter Designer und Vertreter der Designer-Toy-Kunstrichtung. Zusammen mit seiner Frau Sun-Min Kim schuf er die Uglydolls, die bisher erfolgreichste Designer Toy Collection. Horvaths und Kims Arbeiten sind weltweit bekannt, man findet sie von der Benettons Fabrica Features Gallery in Hongkong und Fewmany in Tokio bis hin zu Barneys New York und dem Whitney Museum of American Art in Manhattan.
Horvath lebt und arbeitet in Los Angeles, USA und Seoul, Südkorea.
Horvath begann als Comiczeichner und beschäftigt sich seit dem Erfolg der aus Vinyl oder Plüsch gefertigten Uglydolls intensiv mit Designer Toys.
Horvath wurde die Ehre zuteil, eine eigene Spezial Dunny Series (2-Face Series) bei kidrobot gestalten zu dürfen. Weitere Arbeiten von ihm sind Noupa, Choco + Minty, Mothman sowie diverse Serienbeteiligungen, wie z. B. Qee, Circus Punks und Trexi. Des Weiteren entwarf er auch die Figuren Bossy Bear, Bissy Bear und Turtle.